# Camagna Monferrato
Camagna Monferrato település Olaszországban, Piemont régióban, Alessandria megyében. Lakosainak száma 469 fő (2023. január 1.). Camagna Monferrato Casale Monferrato, Conzano, Frassinello Monferrato, Lu e Cuccaro Monferrato, Rosignano Monferrato és Vignale Monferrato községekkel határos.

## Népesség
A település népességének változása:
| Lakosok száma | 525  | 512  | 469  |
|               | 2017 | 2018 | 2023 |